# AQ Interactive
 (mars 2025).
Si vous disposez d'ouvrages ou d'articles de référence ou si vous connaissez des sites web de qualité traitant du thème abordé ici, merci de compléter l'article en donnant les références utiles à sa vérifiabilité et en les liant à la section « Notes et références ».
AQ Interactive, Inc. était une société japonaise de développement et d'édition de jeux vidéo. Elle était la société mère des studios Artoon, Cavia et feelplus, et plus récemment de l'éditeur américain Xseed Games.

## Jeux édités
Arcade
- Pokémon Battrio (2007)
- Higurashi no Naku Koro ni Jong (jeu vidéo de Mah-jong avec les personnages de Higurashi no naku koro ni) (2009)
- Touch the Numbers (NC)
- Cubemall
- Minna de Derby

PlayStation 2
- Lovely Complex (2006)
- Driver: Parallel Lines (version japonaise) (2006)
- Arcana Heart (2007)
- Suggoi! Arcana Heart 2 (2009)

PlayStation 3
- Vampire Rain: Altered Species (2008)

PlayStation Portable
- Jitsuroku Oniyome Nikki (2006)
- Anata wo Yurusanai (2007)
- Higurashi no Naku Koro ni Jong (2009)
- CR Hana no Keiji Zan (annulé)

Wii
- Victorious Boxers: Revolution (2007)
- The World of Golden Eggs: Nori Nori Rhythm-kei (2008)
- Ju-on: The Grudge (2009)

Nintendo DS
- Boing! Docomodake DS (2007)
- KORG DS-10 (2008)
- Blue Dragon Plus (2008)
- Away: Shuffle Dungeon (2008)
- KORG DS-10 Plus (2009)

Nintendo 3DS
- Cubic Ninja (2011)[1]

Xbox 360
- Tetris: The Grand Master ACE (2005)
- Tsuushin Taisen Mahjong Touryuumon (2006)
- Bullet Witch (2006)
- Vampire Rain (2007)

Jeu par navigateur
- Browser Sangokushi (2009)
- Baka to Test to Shōkanjū for Mixi (2010)
- Derby Master (2010)
- Browser Baseball (2010)

iPhone
- Glandarius Wing Strike (2009)

## Jeux développés
Wii
- The Last Story (2011) - codéveloppé avec Mistwalker / édité par Nintendo

Nintendo 3DS
- Animal Resort (2011) - édité par Marvelous Entertainment

PlayStation 3
- No More Heroes: Heroes' Paradise (2010) - édité par  Marvelous Entertainment et Konami